# 권태 (수필)
〈권태〉는 1937년에 발표된 이상의 수필이다.